# Creeton
Creeton är en by i civil parish Counthorpe and Creeton, i distriktet South Kesteven, i grevskapet Lincolnshire, i England. Byn är belägen 13 km från Stamford. Creeton var en civil parish fram till 1931 när blev den en del av Counthorpe and Creeton. Civil parish hade 72 invånare år 1921. Byn nämndes i Domedagsboken (Domesday Book) år 1086, och kallades då Cretone/Cretun(e).